# Oscar Dautt
Oscar Manuel Dautt Bojorquez (ur. 8 czerwca 1976 w Guasave) – meksykański piłkarz występujący na pozycji bramkarza, obecnie zawodnik amerykańskiego Los Angeles Blues.
Dautt jest wychowankiem drużyny Monterrey, w barwach którego zadebiutował w 1998 roku w Primera División de México. Przez długi czas był związany z miastem Puebla, gdzie występował w dwóch zespołach – drugoligowym Lobos BUAP i pierwszoligowej Puebli. Grał także w innych meksykańskich zespołach, Toros Neza i Tigres UANL w Primera División oraz Club Tijuana w Primera A. W 2011 roku został piłkarzem trzecioligowego amerykańskiego klubu Los Angeles Blues.
Dautt został powołany przez selekcjonera Enrique Mezę do reprezentacji Meksyku na Puchar Konfederacji 2001, jednak wspólnie z Erubeyem Cabuto pełnił na tym turnieju rolę rezerwowego dla Oswaldo Sáncheza. Nigdy nie rozegrał oficjalnego spotkania dla meksykańskiej kadry.